# Suddance
Suddance è il quinto album in studio del gruppo musicale italiano Osanna, pubblicato nel 1978 dalla CBS.

## Descrizione
Registrato nel settembre 1977 e gennaio del 1978 al Splash Studios di Napoli (Italia), il gruppo in realtà era stato sciolto dopo la registrazione di Landscape of Life. Nel 1977, i membri storici della band: Danilo Rustici, Lino Vairetti e Massimo Guarino riformarono gli Osanna, con alle tastiere Fabrizio D'Angelo Lancellotti ed al basso Enzo Petrone, ma a causa dello scarso impatto commerciale di quest'album la band si sciolse nuovamente, in seguito vi furono altre riunificazioni con relative registrazioni.
Nel 2018 Vairetti era in sala di registrazione per la riedizione del brano ’A Zingara, per celebrare la speciale occasione dei 40 anni dell’album, quando durante le registrazioni del documentario Vinilici incontra Massimo De Vita, in arte Blindur, che viene invitato ad unirsi alla registrazione del brano che entrerà a far parte della colonna sonora del docufilm.

## Tracce
Lato A
1. Ce vulesse – 4:32 (Vairetti, D'Angelo, Guarino, Petrone, Rustici, Vairetti)
2. 'A zingara – 7:46 (Rustici, Vairetti, D'Angelo, Guarino, Petrone, Rustici, Vairetti)
3. 'O napulitano – 9:51 (Vairetti, Guarino, Rustici, Vairetti)

Lato B
1. Suddance – 4:39 (D'Angelo, Guarino, Petrone, Rustici, Vairetti)
2. Chiuso qui – 8:45 (Vairetti, Rustici)
3. Saraceno – 0:50 (D'Angelo, Guarino, Petrone, Rustici, Vairetti)
4. Naples in the World – 4:25 (Guarino, Rustici, Vairetti, D'Angelo, Guarino, Petrone, Rustici, Vairetti)

## Musicisti
- Danilo Rustici - chitarre elettriche Les Paul e Fender Duocaster, chitarra acustica a sei e a dodici corde
- Fabrizio D'Angelo Lancellotti - pianoforte acustico, pianoforte elettrico (Rhodes), Clavinet (Hohner), sintetizzatore (ARP Omni, ARP Odyssey)
- Lino Vairetti - voce, altre voci
- Lino Vairetti - chitarra elettrica (brano: 'O napulitano)
- Enzo Petrone - basso Fender Jazz
- Massimo Guarino - batteria, percussioni, vibrafono
- Antonio Spagnolo - violino (brano: 'A zingara)
- Benni Caiazzo - sassofono soprano (brano: Chiuso qui)
- Benni Caiazzo - sassofono alto (brano: 'O napulitano)
- Benni Caiazzo - sassofono tenore (brano: Naples in the World)